# Scylacosauria
Los escilacosaurios (Scylacosauria) son un clado de sinápsidos terocéfalos que incluye la familia basal Scylacosauridae y el infraorden Eutherocephalia. Scylacosauridae y Eutherocephalia conforman este clado excluyendo a la familia Lycosuchidae, la más basal de los terocéfalos. En este orden de ideas, Scylacosauria incluye a todos los terocéfalos a excepción de los licosúquidos. A continuación un cladograma mostrando la ubicación filogenética de Sylacosauria:
|               | Lycosuchidae                                                        |
|               |                                                                     |
| Scylacosauria | \| \| Scylacosauridae \| \| \| \| \| \| Eutherocephalia \| \| \| \| |
|               | \| \| Scylacosauridae \| \| \| \| \| \| Eutherocephalia \| \| \| \| |
|               | Scylacosauridae                                                     |
|               |                                                                     |
|               | Eutherocephalia                                                     |
|               |                                                                     |

|  | Scylacosauridae |
|  |                 |
|  | Eutherocephalia |
|  |                 |